# Оскар Завада
Оскар Завада (пол. Oskar Zawada, нар. 1 лютого 1996, Ольштин) — польський футболіст, нападник клубу «Вісла» (Плоцьк). Виступав, зокрема, за клуби «Вольфсбург II» та «Карлсруе СК», а також молодіжну збірну Польщі.

## Клубна кар'єра
Народився 1 лютого 1996 року в місті Ольштин. Вихованець клубу ДКС (Добре Място). Згодом перейшов до «Стоміла» (Ольштин). Влітку 2012 року перейшов до молодіжного складу «Вольфсбурга». У сезоні 2012/13 грав за юнацьку команду U-17 у Бундеслізі U-17. З 19-а голами в 19-и матчах став найкращим бомбардиром зони Північ / Північний Схід. Окрім цього зіграв 3 матчі за команду U-19 у Бундеслізі U-19. У сезоні 2013/14 років Оскар був гравцем основи команди U-19, в якій відзначився 19-а голами в 21-у матчі. Також грав в основі другої команди «Вольфсбурга», яка виступала в Регіоналлізі Північ (четвертий дивізіон чемпіонату Німеччини). У сезоні 2014/15 років продовжував демонструвати власну у команді U-19, відзначився 16-а голами в 15-и матчах. Окрім цього, зіграв 7 матчів за другу команду «Вольфсбурга» (1 гол).
У липні 2014 року підписав професіональний контракт, який повинен був бути чинним до червня 2018 року й транзитом через молодіжну команду, в сезоні 2015/16 років потрапив до першої команди клубу. Проте ігрову практику продовжував отримувати в другій команді, за яку відзначився 2 голами у 4-х матчах. 
У лютому 2016 року Завада перейшов в оренду до кінця сезону 2015/16 років до нідерландського клубу Ередивізі «Твенте» з Енсхеде. Дебютував в Ередивізі 6 лютого 2016 року в переможному (3:1) поєдинку проти «Геренвена», замінивши в доданий час Закарію Ель-Аззузі. Протягом оренди в Нідерландах зіграв 11 матчів.
Напередодні початку сезону 2016/17 років повернувся до Вольфсбурга, проте виступав виключно за другу команду клубу.
У січні 2017 року підписав контракт з клубом другого дивізіону «Карлсруе СК», який повинен був діяти до 2019 року. Дебютував за команду в поєдинку 18-о туру Другої Бундесліги проти «Армінії» (Білефельд), де на 89-й хвилині замінив Дімітріса Діамантакоса. Дебютними голами за «Карлсруе» відзначився 14 травня 2017 року в програному (3:4) 33-у туру Другої Бундесліги проти «Динамо» (Дрезден). За підсумками сезону команда опустилася до третього дивізіону.
29 грудня 2017 року стало відомо, що Завада повернеться до клубу Екстракляси «Вісла» (Плоцьк) приєднався 2018 року. В Екстраклясі дебютував 9 лютого 2018 року в переможному (4:2) поєдинку проти «Гурника» (Забже). На поле вийшов на 86-й хвилині, замінивши Семира Штилича. Станом на 30 вересня 2018 року відіграв за команду з Плоцька 14 матчів в національному чемпіонаті.

## Виступи за збірні
2010 року дебютував у складі юнацької збірної Польщі, взяв участь у 35 іграх на юнацькому рівні, відзначившись 12 забитими голами.
Протягом 2015–2017 років залучався до складу молодіжної збірної Польщі. На молодіжному рівні зіграв у 12 офіційних матчах, забив 2 голи.

## Статистика виступів

### Статистика клубних виступів
| Сезон                      | Команда                    | Чемпіонат                  | Чемпіонат | Чемпіонат | Національний кубок | Національний кубок | Національний кубок | Континентальні кубки | Континентальні кубки | Континентальні кубки | Інші змагання | Інші змагання | Інші змагання | Усього | Усього |
| Сезон                      | Команда                    | Ліга                       | Ігор      | Голів     | Ліга               | Ігор               | Голів              | Ліга                 | Ігор                 | Голів                | Ліга          | Ігор          | Голів         | Ігор   | Голів  |
| -------------------------- | -------------------------- | -------------------------- | --------- | --------- | ------------------ | ------------------ | ------------------ | -------------------- | -------------------- | -------------------- | ------------- | ------------- | ------------- | ------ | ------ |
| rd. 2014                   | «Вольфсбург II»            | РЛ                         | 1         | 0         | -                  | -                  | -                  | -                    | -                    | -                    | -             | -             | -             | 1      | 0      |
| 2014–15                    | «Вольфсбург II»            | РЛ                         | 8         | 1         | -                  | -                  | -                  | -                    | -                    | -                    | -             | -             | -             | 8      | 1      |
| 2015-лют. 2016             | «Вольфсбург II»            | РЛ                         | 4         | 2         | -                  | -                  | -                  | -                    | -                    | -                    | -             | -             | -             | 4      | 2      |
| лют.-лип. 2016             | «Твенте»                   | E                          | 11        | 0         | КН                 | -                  | -                  | -                    | -                    | -                    | -             | -             | -             | 11     | 0      |
| 2016-січ. 2017             | «Вольфсбург II»            | РЛ                         | 10        | 0         | -                  | -                  | -                  | -                    | -                    | -                    | -             | -             | -             | 10     | 0      |
| Усього за «Вольфсбург II»  | Усього за «Вольфсбург II»  | Усього за «Вольфсбург II»  | 23        | 3         |                    | -                  | -                  |                      | -                    | -                    |               | -             | -             | 23     | 3      |
| gen.-giu. 2017             | «Карлсруе»                 | ДБ                         | 8         | 2         | КН                 | -                  | -                  | -                    | -                    | -                    | -             | -             | -             | 8      | 2      |
| 2017-січ. 2018             | «Карлсруе»                 | 3Л                         | 6         | 0         | КН                 | 1                  | 0                  | -                    | -                    | -                    | -             | -             | -             | 7      | 0      |
| Усього за «Карлсруе»       | Усього за «Карлсруе»       | Усього за «Карлсруе»       | 14        | 2         |                    | 1                  | 0                  |                      | -                    | -                    |               | -             | -             | 15     | 2      |
| січ.-лип. 2018             | «Вісла» (Плоцьк)           | E                          | 9         | 0         | КП                 | -                  | -                  | -                    | -                    | -                    | -             | -             | -             | 9      | 0      |
| 2018–19                    | «Вісла» (Плоцьк)           | E                          | 5         | 0         | КП                 | 1                  | 0                  | -                    | -                    | -                    | -             | -             | -             | 6      | 0      |
| Усього за «Віслу» (Плоцьк) | Усього за «Віслу» (Плоцьк) | Усього за «Віслу» (Плоцьк) | 14        | 0         |                    | 1                  | 0                  |                      | -                    | -                    |               | -             | -             | 15     | 0      |
| Усього за кар'єру          | Усього за кар'єру          | Усього за кар'єру          | 62        | 5         |                    | 2                  | 0                  |                      | -                    | -                    |               | -             | -             | 64     | 5      |

## Досягнення
- Команда місяця Ередивізі: грудень 2024[11]